# KSK Beveren
A KSK Beveren egy belga labdarúgócsapat Beveren városában. A klub hazai mérkőzéseinek helyét a 700 fő befogadására alkalmas G-terrein Freethielcomplex adja. A egyesületet 1934-ben alapították.
A klub kétszer nyerte meg az első osztályt és szintén két-két alkalommal a kupa és szuperkupa trófeáját.

## Sikerei, díjai
Jupiler League
- Bajnok (2): 1978–79, 1983–84

Challenge League
- Győztes (4): 1966–67, 1972–73, 1990–91, 1996–97

Belga Kupa
- Győztes (2): 1977–78, 1982–83
- Döntős (3): 1979–80, 1984–85, 2003–04

Belga Szuperkupa
- Győztes (2): 1979, 1984
- Döntős (2): 1980, 1983

## Fordítás
Ez a szócikk részben vagy egészben  a   K.S.K. Beveren című angol Wikipédia-szócikk fordításán alapul.  Az eredeti cikk szerkesztőit annak laptörténete sorolja fel. Ez a jelzés csupán a megfogalmazás eredetét és a szerzői jogokat jelzi, nem szolgál a cikkben szereplő információk forrásmegjelöléseként.